# Psychotria carrenoi
Psychotria carrenoi är en måreväxtart som beskrevs av Julian Alfred Steyermark. Psychotria carrenoi ingår i släktet Psychotria och familjen måreväxter. Inga underarter finns listade i Catalogue of Life.